# Dendrobium amoenum
Dendrobium amoenum är en orkidéart som beskrevs av Nathaniel Wallich och John Lindley. Dendrobium amoenum ingår i släktet Dendrobium, och familjen orkidéer. Inga underarter finns listade i Catalogue of Life.